# AutoWereld
AutoWereld is een Belgisch maandelijks tijdschrift over auto's. Het heeft een oplage van 21 081 exemplaren en een leesbereik van 151 000 lezers. Het tijdschrift wordt evenals AutoGids uitgegeven door Editions Auto-Magazine Uitgeverij, onderdeel van de ProduPress-groep. De hoofdredacteur van het tijdschrift is Alain Devos.
Het tijdschrift verscheen voor het eerst in 1999. In 2004 werd het door Magnet Magazines, de tijdschriftenafdeling van uitgever De Persgroep, verkocht aan ProduPress, dat reeds het automagazine AutoGids uitbracht. Beide tijdschriften bleven na de overname naast elkaar bestaan, tot ze in 2022 samensmolten onder de AutoGids-naam.